# Mordellistena daturae
Mordellistena daturae es una especie de coleóptero de la familia Mordellidae.

## Distribución geográfica
Habita en la India.